# 我要唱下去
《我要唱下去》是新加坡新傳媒私人有限公司向原創購買版權，於新傳媒電視所播出的節目。分別在2009年8月25日與2010年6月1日，於新傳媒8頻道播出兩種不同版本：台灣主持人曾國城主持「素人版」，新加坡在地主持人李國煌主持「名人版」。

## 節目特色
該節目的特色，是不講求參賽者外表，也不講求音色、準度，而是對歌詞的認知與了解。參賽者只要答對了製作單位要求回答的歌詞，就可以晉級關卡，取得高額獎金。
節目口號，是「不認輸、不放棄，《我要唱下去》！」而節目名稱點子來源，源自台灣外購節目《我要活下去》，將其「活」字改成「唱」字，成為節目名稱。

## 遊戲規則
每個參賽者均有九組題庫，與一個最高獎金的題庫，除最高獎金題庫只有一首歌曲外，其餘的每個題庫有兩首不同的歌曲。參賽者在選題庫前，是不知道每個題庫有什麼歌曲能唱，直至參賽者確定題庫後，才能得知該題庫會有什麼歌曲。
參賽者可以不用按照題庫的顯示順序，或者是特別的順序解題。一旦參賽者選定題庫或歌曲之後，就不可以以任何理由撤回或更改，必須要唱著自行選定的歌曲。
歌曲一開始，就會按照旋律播放，播放到一段，或者一句歌詞時，音樂就有可能會停止，這時候就是參賽者要回答該句的歌詞是什麼，而螢光幕上就會顯示對應歌詞的字數個底線（＿）。
如果參賽者仍然不知道該怎麼唱要回答的問題，可以要求主持人看上一句歌詞，讓作答更順利，但按照遊戲規定，不可要求上兩句以上的歌詞。
如果參賽者能夠將該句歌詞完整的唱出來，一字不錯或一字不漏。此時參賽者所唱出的歌詞，會以黃色的字體，出現在螢光幕上。倘若參賽者對該句歌詞還有疑問，可以做修改，或使用「支援」協助過關。
一旦參賽者若說出通關密語「鎖定歌詞」，這時的答案就已經是確定了，此時原本顯示在螢光幕上參賽者的答案，就會成為藍色，此時參賽者就不可以要求撤回或更改歌詞，只能等待主持人揭曉答案。如果歌詞回答正確，沒有任何錯別字，歌詞就會出現綠色，表示該名參賽者過關；反之有出現任何一處紅字，或全部都是紅字者，就表示該名參賽者失敗。

### 獎金計算
英文版與素人版的獎金搖錢樹計算如下：
- SGD1,000
- SGD2,000
- SGD5,000
- SGD10,000
- SGD15,000
- SGD20,000
- SGD50,000
- SGD100,000
- SGD200,000
- SGD500,000

而名人版的獎金搖錢樹計算如下：
- SGD100
- SGD200
- SGD500
- SGD1,000
- SGD1,500
- SGD2,500
- SGD5,000
- SGD10,000
- SGD20,000
- SGD50,000

因此，每答對一個題庫的歌曲，就可晉升一個搖錢樹階級。
名人版的第四階段的搖錢樹，是屬「安全門檻」（milestone question）獎金。若參賽者在第四題安全門檻上的獎金挫敗，則獎金全數歸零，參賽者一毛錢都領不到；但參賽者在第五題至第十題答錯，仍然有基本的安全門檻獎金。
參賽者中途可以放棄作答（第十題不可放棄），也可以在選擇題庫時放棄進行比賽，此時參賽者就不會沒有獎金，或只有安全門檻上的獎金的情況，保住該階段的獎金。

### 支援
為了讓參賽者過關，每一次參賽者可以有三個支援（台灣稱為「求救法」，香港稱為「錦囊」）協助參賽者。
- 一送一（Two Words）：

一送一是參賽者可以在該歌詞的任兩處填入歌詞，並可要求該兩字是否正確。若不正確，系統會告知填入的字是錯誤的，並修正成為正確的字。若全部歌詞都被修正成正確者，即可過關。
但如果其他不被選定的字是錯的，使用該支援，還是不能過關。
- 二人幫（Backup Singers）：

二人幫是由參賽者攜帶的親友團幫助參賽者唱歌，由該名參賽者決定要不要採用親友團的答案，或者修改成屬於自己的答案。
由於親友團也有可能會有唱錯的時候，參賽者就必須要謹慎決定親友團是否歌唱正確。所以，如果參賽者採用了親友團錯誤的答案，則挑戰失敗。
- 三提示（Three Lines）：

三提示是參賽者可以由製作單位提供的三個選項中，選出一個正確的選項，作為該題的答案。參賽者選對選項，即可過關，反之選擇其他兩者選項者，均算挑戰失敗。
三提示的三個選項，內容都非常的接近，有時讓參賽者深陷其中；但有時卻是參賽者的轉機。
而每次使用支援的限制，是一題目只能使用一種支援，每種支援都只能使用一次，不可以在一個題目內同時使用兩個或以上的支援，也不可以重複使用用過的支援。最高獎金題庫，也就是第十題，是不可以使用任何支援的。

### 最高獎金
最高獎金是第十題的題庫。參賽者在作答前，可以決定要不要作答，如果不作答，可以將第九階層的搖錢樹獎金帶回家，反之就必須全程接受第十關的挑戰。
參加第十題挑戰賽的來賓，是不可以中途退賽的，決定挑戰後卻中途退賽，或如果參賽者答案錯誤，就只能得到安全門檻的獎金。
願意挑戰最高獎金的參賽者，是不可以使用任何種類的支援的，即使有剩也不能使用。

## 其他規則
- 觀眾不可以有傳遞暗號，或者講或唱出答案的情況。
- 參賽者不可以以威脅或其他不符合規則的方式，要求其他人說或唱出正確答案。

## 另見
- 庾澄慶於台灣台視主持的《百萬大歌星》（已停播）
- 張小燕於台灣台視主持的《百萬小學堂》（因收視不振而停播）
- 《超級大富翁》、《百萬富翁》
- 《平民大富翁》（因版權費用龐大而停播）
- 《黃金計程車》（因收視不振而停播）
- 《Money Money麥克瘋》（因收視不振而停播）
- 《貧民百萬富翁》
- 《智者生存》

## 外部連結
- 新傳媒5頻道《我要唱下去》英文版官方網站 （页面存档备份，存于）